# Макогон Сергій Іванович
Сергій Іванович Макогон (1906 — 1969) — радянський господарський діяч. Брав участь у німецько-радянській та радянсько-японській війнах. Майор Червоної армії. У 1949 році він і ще 13 співробітників колгоспу були удостоєні звання Героя Соціалістичної Праці, але в 1950 році було встановлено що звання Героя Соціалістичної Праці було отримано ним обманним шляхом і він був позбавлений цього звання і засуджений до 10 років в ВТТ. У 1951 році був позбавлений інших нагород.

## Біографія
Сергій Макогон народився 1906 року в селі Левандалівка (нині увійшло до складу села Перекіп Богодухівського району Харківської області). За національністю росіянин. У 1925 році вступив до ВКП(б). Перед початком німецької-радянської війни проживав у Гулькевицькому районі (Краснодарський край), де й працював.
У червні 1941 року Сергій Макогон був мобілізований до Червоної армії, з вересня 1942 року почав брати участь у боях Великої Вітчизняної війни. Воював у складі 72-ї гвардійської стрілецької дивізії на Сталінградському, Донському і 2-му Українському фронтах. Влітку 1945 року у складі 203-ї стрілецької дивізії брав участь у радянсько-японській війні. Останньою військовою посадою, яку він обіймав, була посада заступника з політичної частини стрілецького полку. Звільнений у запас 1946 року у званні майора.
Після звільнення в запас повернувся Краснодарський край, де у вересні того ж року влаштувався працювати керівником 2-го відділення в радгосп «Тихорецький». У 1948 році за участю Макогона радгосп отримав великий урожай пшениці — 33,3 центнери з гектара на загальній площі 503 гектари, у відділенні Сергія Івановича врожай становив 33,4 центнери з гектара, за загальної площі 277 гектарів. 11 лютого 1949 року Сергій Макогон був удостоєний звання Героя Соціалістичної Праці. Незабаром був призначений на посаду заступника директора зернорадгоспу.
У листопаді 1949 року Макогона звільнили з посади, наступного року було порушено клопотання про позбавлення його та інших керівних працівників радгоспу звання Героя Соціалістичної Праці. Після проведення перевірки з'ясувалося, що керівні працівники радгоспу спотворили дані про врожай з метою отримати державні нагороди, так само під час перевірки було виявлено розкрадання коштів, що належать радгоспу. У квітні 1950 року його і Петра Конопльова засудили до позбавлення волі строком на 10 років. Також Макогон, Конопльов і Никанор Твердохліб були позбавлені звання Героя Соціалістичної Праці. Указом від 29 січня 1951 року Макогона було позбавлено решти нагород і після вироку було відправлено на будівництво Куйбишевської ГЕС. У 1953 році, після смерті Сталіна, був достроково звільнений, а потім реабілітований. Для нього важливо було відновитися в партії, а зробити це можна було тільки там, де його виключили, тому 1957 року Сергій Іванович повернувся до Тихорецького зернорадгоспу. Був відновлений у членстві, а у травні 1957 року призначений керівником однієї з відділень цього радгоспу. У 1960 році звільнився за власним бажанням і поїхав до Братська, де жила його старша дочка та онуки.
Помер 10 червня 1969 року.

## Нагороди
Сергій Іванович Макогон був нагороджений наступними нагородами:
- Медаль «Серп і Молот» (11 лютого 1949 — № 3007);
- Орден Леніна (11 лютого 1949 — № 84480);
- Орден Червоного Прапора (11 травня 1943);
- Орден Вітчизняної війни 2-го ступеня (6 жовтня 1945);
- Орден Червоної Зірки (11 травня 1943) ;
- Медаль «За перемогу над Німеччиною у Великій Вітчизняній війні 1941—1945 рр.» (1945);
- Медаль «За перемогу над Японією» (1945).